# Задњица
Задњица (лат. Nates, Clunium, Regio glutea, Regio glutealis) јесу мека ткива у облику две полулопте која покривају постериорне и латералне површине карлице. Састоји се од глутеалних мишића, поткожног ткива и коже. Задњица је карактеристична за анатомију примата и људи, а јавља се и код многих других двоножних и четвороножних животиња. Физиолошки, задњица омогућава да се на њу пренесе тежина тела при седењу. 
Мушка и женска задњица се значајно анатомски разликују. Крила илијума су више раширена код жена (90—100°) него код мушкараца (70—75°). Женска карлица је пропорционално шира од мушке, али је плића. Жене у глутеалној регији акумулирају више телесне масти. Постоје и полне разлике у узајамном положају бутина и карлице, које су последица различитог угла под којим бутна кост належе на ацетабулум (40° код мушкараца, 45° код жена).
У људској психи задњица има значајно семантичко значење. Она је симбол индивидуалности, сексуалности, агресије и одбране територије, послушности, протеста и хумора. Овај интимни део тела се, зависно од контекста, описује као непристојан, узбудљив, одвратан, привлачан, тако да отуда проистичу и многобројна жаргонска и вулгарна имена која он има (гуза, дупе, тур…).

## Илустрације
- Велики задњични мишић (лат. musculus gluteus maximus)
- Стеатопигија код Хотентота.
- Статуа „Венере Калипигос“ (Венере са лепом задњицом) из 1. века п. н. е.
- Жан-Жак Леке (c. 1785).
- Феликс Валотон (c. 1884).